# (4249) Křemže
(4249) Křemže ist ein Hauptgürtelasteroid, der am 29. September 1984 von Antonín Mrkos vom Kleť-Observatorium aus entdeckt wurde.
Der Asteroid wurde nach dem südböhmischen Dorf Křemže, das nördlich des Kleť liegt, benannt.